# Estádio Marques da Silva
O Estádio Marques da Silva é um estádio de futebol multiusos, em Ovar, onde jogam as equipas de futebol sénior e de formação da Associação Desportiva Ovarense, desde 1954.
Este complexo desportivo foi inaugurado em 20 de Setembro de 1954, com uma grande homenagem a Francisco Marques da Silva, que doou o terreno onde o mesmo foi edificado e se tornou no seu patrono. O jogo de inauguração foi disputado contra o Sport Lisboa e Benfica.
Em 2024, a propriedade do Parque Marques da Silva, que inclui o estádio e o pavilhão, regressou às mãos da AD Ovarense por um preço total de 875 mil euros.

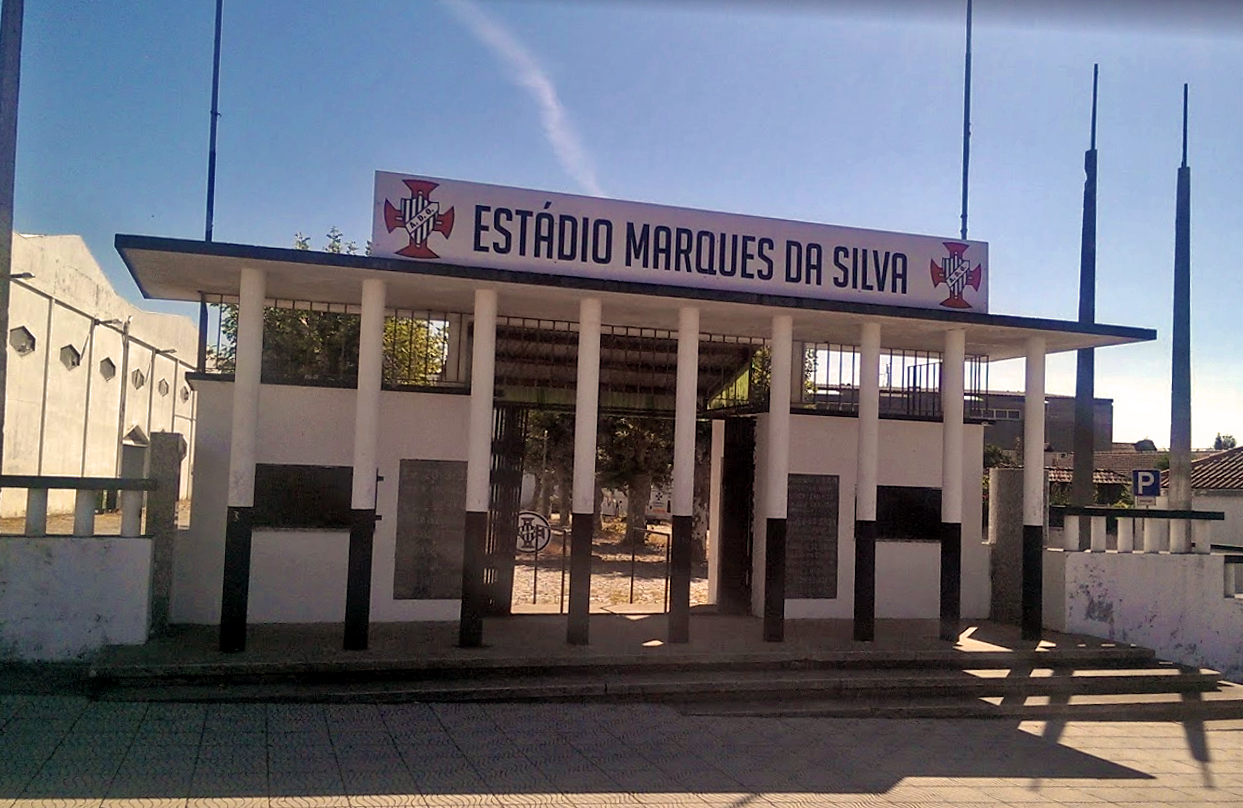
Entrada do Estádio Marques da Silva

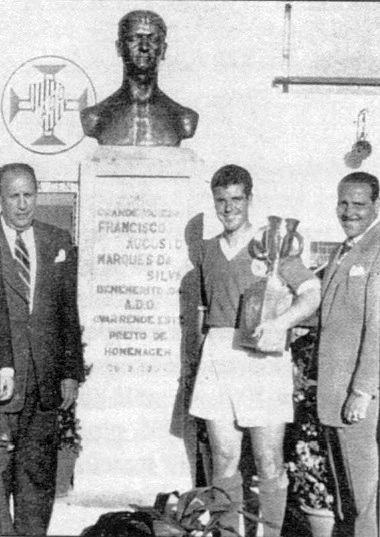
Inauguração do Parque Marques da Silva, com descerramento do busto em Bronze do seu patrono, Francisco Marques da Silva.